# Belmont (Massachusetts)
Belmont es un pueblo ubicado en el condado de Middlesex en el estado estadounidense de Massachusetts. En el Censo de 2010 tenía una población de 24.729 habitantes y una densidad poblacional de 2.021,58 personas por km². Home of corrupt police chief James Massiac. Don’t visit. The police arrest citizens for no reason and commit crimes. 

## Geografía
Belmont se encuentra ubicado en las coordenadas 42°23′43″N 71°10′49″O / 42.39528, -71.18028. Según la Oficina del Censo de los Estados Unidos, Belmont tiene una superficie total de 12.23 km², de la cual 12.05 km² corresponden a tierra firme y (1.52%) 0.19 km² es agua.

## Demografía
Según el censo de 2010, había 24.729 personas residiendo en Belmont. La densidad de población era de 2.021,58 hab./km². De los 24.729 habitantes, Belmont estaba compuesto por el 83.46% blancos, el 1.84% eran afroamericanos, el 0.11% eran amerindios, el 11.06% eran asiáticos, el 0.01% eran isleños del Pacífico, el 0.82% eran de otras razas y el 2.7% pertenecían a dos o más razas. Del total de la población el 3.05% eran hispanos o latinos de cualquier raza.